# Massenhoven

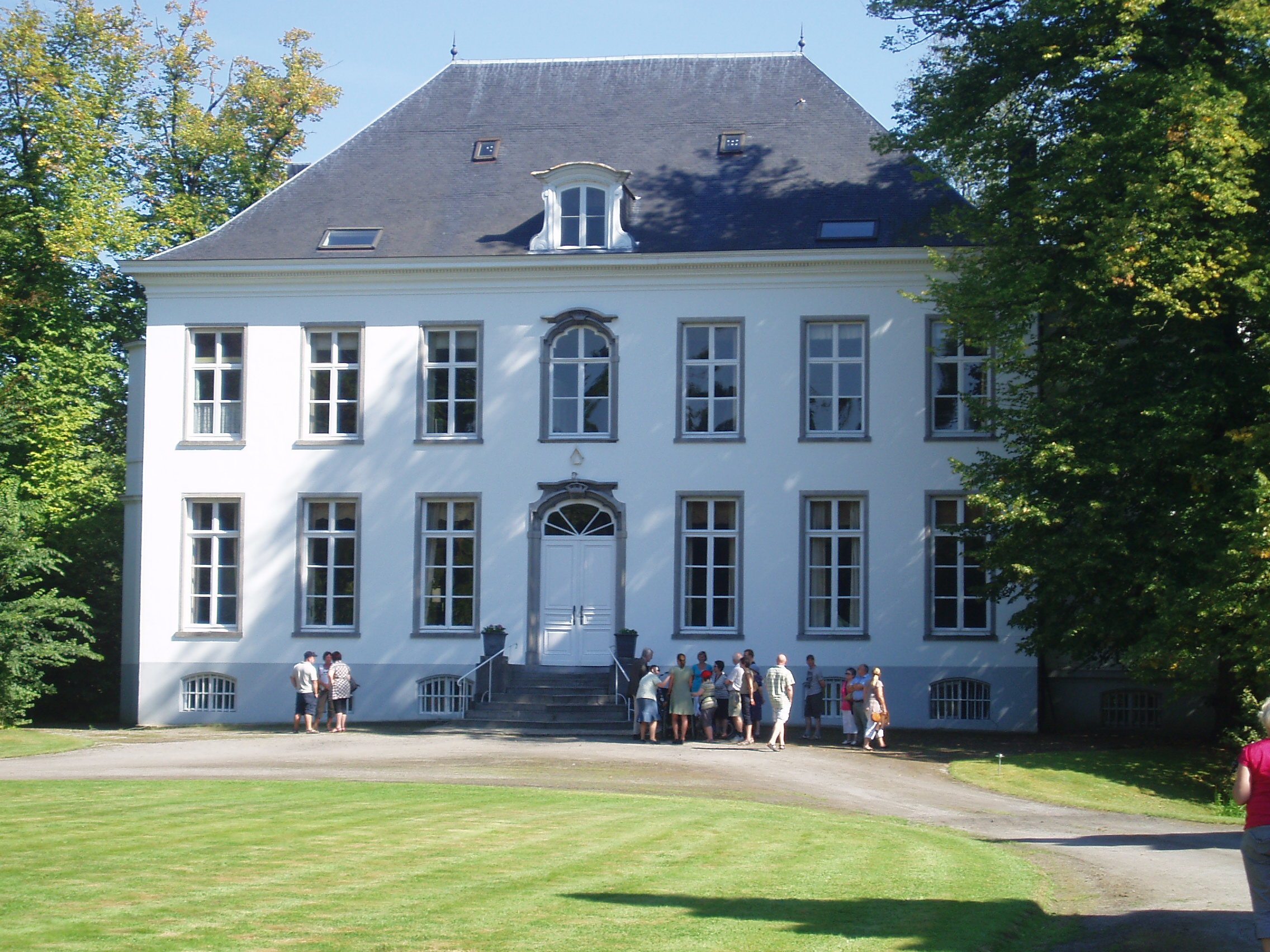
Hof van Massenhoven

Massenhoven is een deelgemeente van de gemeente Zandhoven in de Belgische provincie Antwerpen (arrondissement Antwerpen).

## Geschiedenis
Massenhoven werd voor het eerst vermeld in de 12e eeuw. Tot 1644 was het dorp in bezit van de hertog van Brabant, in 1644 als heerlijkheid uitgegeven aan Adriaan Brouwers, later aan de families van Zinnick, Cannaert en de Saint-Vaast. Omstreeks 1585 werd Massenhoven verwoest en in 1702-1703 liep het dorp schade op, daar het tijdens de Spaanse Successieoorlog in de frontlinie tegen Frankrijk lag. Ook op 12 mei 1940 vonden verwoestingen plaats.
Pas in 1839 werd Massenhoven een zelfstandige parochie, voordien was het kerkelijk verbonden met Viersel.
Massenhoven was een zelfstandige gemeente tot einde 1976 toen het ingelijfd werd bij de fusiegemeente Zandhoven.

## Demografie

### Demografische ontwikkeling
- Bronnen:NIS, Opm:1806 tot en met 1970=volkstellingen; 1976 = inwoneraantal op 31 december

## Bezienswaardigheden
- Het Kasteel Montens
- De Sint-Stefanuskerk.
- De Onze-Lieve-Vrouw-van-Bijstandkapel, van 1891.

## Natuur en landschap
Massenhoven ligt in de Kempen en direct ten noorden van het Albertkanaal. Ten westen van de kom loopt de Tappelbeek met in of nabij de vallei enkele kasteeldomeinen en het Begijnenbos. Genoemde beek vormt de grens met Oelegem.

## Economie
- De grootste meubelwinkel van België Top Interieur is gevestigd in het dorp.[1]

## Mobiliteit
- De E313 doorkruist de gemeente en heeft er een afrit.

## Sport
- Hippisch centrum De Jong[2]
- Voetbalclub Massenhoven VC werd opgericht in 1946. De damesclub speelde in de Eerste klasse, de herenploeg in de 4e provinciale B Antwerpen. In 2021 is de voetbalclub gestopt.[3]
- Hockeyclub Blackbirds oefent en speelt op een deel van de terreinen van de (voormalige) voetbalclub Massenhoven VC.

## Nabijgelegen kernen
Zandhoven, Oelegem, Viersel, Broechem
1. ↑  Grootste meubelwinkel van het land ligt nu in Massenhoven; Gazet van Antwerpen; 27 december 2015. Gearchiveerd op 22 september 2020.
2. ↑  website Hippisch centrum De Jong
3. ↑  Stamnummer 4466 verdwijnt na 75 jaar: einde van Massenhoven VC, GVA, 22 mei 2021. Gearchiveerd op 18 juni 2021.